# Wólka Ratowiecka (przystanek kolejowy)
Wólka Ratowiecka – przystanek kolejowy w Wólce Ratowieckiej, w województwie podlaskim. Znajduje się tu 1 peron.
Przystanek został oddany do użytku w 1984 roku. 

## Ruch pasażerski[2]
| Rok  | Wymiana pasażerska na dobę |
| ---- | -------------------------- |
| 2017 | 0-9                        |
| 2018 | 0-9                        |
| 2019 | 0-9                        |
| 2020 | 0-9                        |
| 2021 | 0-9                        |
| 2022 | 0-9                        |
| 2023 | 20-49                      |